# Ermita de Sant Jordi de Cercs
Sant Jordi de Cercs és una ermita del municipi de Cercs (Berguedà) inclosa en l'Inventari del Patrimoni Arquitectònic de Catalunya.

## Descripció
Església romànica d'una sola nau amb un absis semicircular a llevant cobert a quart d'esfera. L'edifici fou construït al segle xii però al segle xiii s'hi van fer modificacions: aleshores es va construir la nova volta de la nau, lleugerament apuntada ensems que es reforçava amb arcs torals. La porta és a migdia i és d'arc de mig punt adovellada. El campanar s'alça sobre el mur de ponent i és una espadanya de dos arcs de mig punt adovellats. Al segle xvii es varen construir dues capelles prop de l'absis, al segon tram de la nau, cobertes amb volta de canó i morter. Les obertures són al mur de migdia i doble esqueixada. La restauració de l'església es va iniciar l'any 1969, continuà el 1974 i finalment es va acabar l'any 1989.
A l'absis s'obren dues finestres de doble esqueixada, l'una al centre i l'altra al costat sud; la nau en té dues al mur sud, de doble esqueixada i corresponents a la construcció més antiga, i una en forma de creu al mur est, per sobre de la teulada de l'absis. La porta actual, al mur sud, correspon a l'entrada original i consta d'un arc de mig punt adovellat. A la façana oest queden restes d'una porta tapiada, probablement obra de reformes posteriors. A l'exterior, l'edifici, que té un aparell força regular i format per carreus ben tallats i col·locats i trencajunts, no representa cap mena de decoració. L'any 1969, en el decurs d'unes obres de condicionament es va trobar el tenant o pilar que sostenia l'altar, consistent en un bloc de pedra prismàtic amb reconditori per a les relíquies. És possible que aquesta data no sigui correcta, perquè la reina Elionor va ser assassinada l'any 1369 a Castrojeriz pel seu fillastre el rei Pere el Cruel.

## Història
El lloc és documentat a finals del segle x o començaments del XI ("Cerchos") però de l'església se'n tenen ben poques referències documentals. L'any 1290 Bernat de la Portella n'era diaca i el 1312 figura com a parroquial en la visita al Deganat de Berga de Galceran Sacosta. Aleshores era dedicada a Sant Andreu i aquesta dedicació es va mantenir fins al segle xix. L'any 1363 la reina Elionor la va vendre a Pere Fresc de Berga juntament amb les esglésies de Vilosiu i Baells, i els castells de Blancafort i Merola. Al segle xviii, ja s'esmenta com a sufragània de Santa Maria de Baells, juntament amb Sant Quirze de Pedret. Avui resta sense culte i depèn de la nova parròquia de Cercs.